# Lygromma anops
Lygromma anops är en spindelart som beskrevs av Peck och Shear 1987. Lygromma anops ingår i släktet Lygromma och familjen Prodidomidae. Inga underarter finns listade i Catalogue of Life.